# Liste der Monuments historiques in Oermingen
Die Liste der Monuments historiques in Oermingen führt die Monuments historiques in der französischen Gemeinde Oermingen auf.

## Liste der Bauwerke
| Bezeichnung | Beschreibung                                                      | Standort                   | Kennzeichnung | Schutzstatus | Datum | Bild           |
| ----------- | ----------------------------------------------------------------- | -------------------------- | ------------- | ------------ | ----- | -------------- |
| Mairie      | zwei geschossiger Massivbau mit Treppengiebel, bezeichnet 1610/11 | 29 rue de la Mairie (Lage) | PA00084873    | Inscrit      | 1937  | weitere Bilder |